# Кочнова, Иванна Михайловна
Иванна Михайловна Кочнова (род. 24 июля 2003 года) — российский боксёр. Двукратный бронзовый призёр чемпионатов России (2022 и 2023 годов). Мастер спорта Российской Федерации (2023).

## Карьера
Иванна родилась 24 июля 2003 года в городе Волчанске Свердловской области. Воспитанница Детско-юношеской спортивной школы Волчанска, студентка филиала КМТ с 2017 года тренируется под руководством Самигулы Казыхановича Ахматдинова.
В 2022 году стала обладателем бронзовой медали на национальном чемпионате в Краснодаре в категории до 81 кг.
В 2023 году в Уфе на чемпионате России по боксу вновь стала бронзовым призёром в категории до 81 кг.
Приказом министра спорта РФ № 38-нг от 24 марта 2023 года Иванне присвоено спортивное звание Мастер спорта России.
Проходила обучение в Волчанском филиале Карпинского машиностроительного техникума.

## Достижения
- Бронзовый призёр чемпионата России 2022 года;
- Бронзовый призёр чемпионатов России 2023 года.